# Gino Capponi
Gino Alessandro Giuseppe Gaspardo Marchese Capponi (*  14. September 1792 in Florenz; † 3. Februar 1876  ebenda) war ein  italienischer Politiker, Historiker und Dichter. Er gilt als Vorläufer des Neoguelfismus.

## Leben
Gino Capponi stammte aus einem altberühmten Geschlecht, welches schon im 14. Jahrhundert in Florenz eine bedeutende politische Rolle spielte. Er erwarb sich durch Studien und Reisen eine vielseitige Bildung und lebte fast ausschließlich den Wissenschaften und humanen Bestrebungen, hatte aber das Unglück, früh zu erblinden.

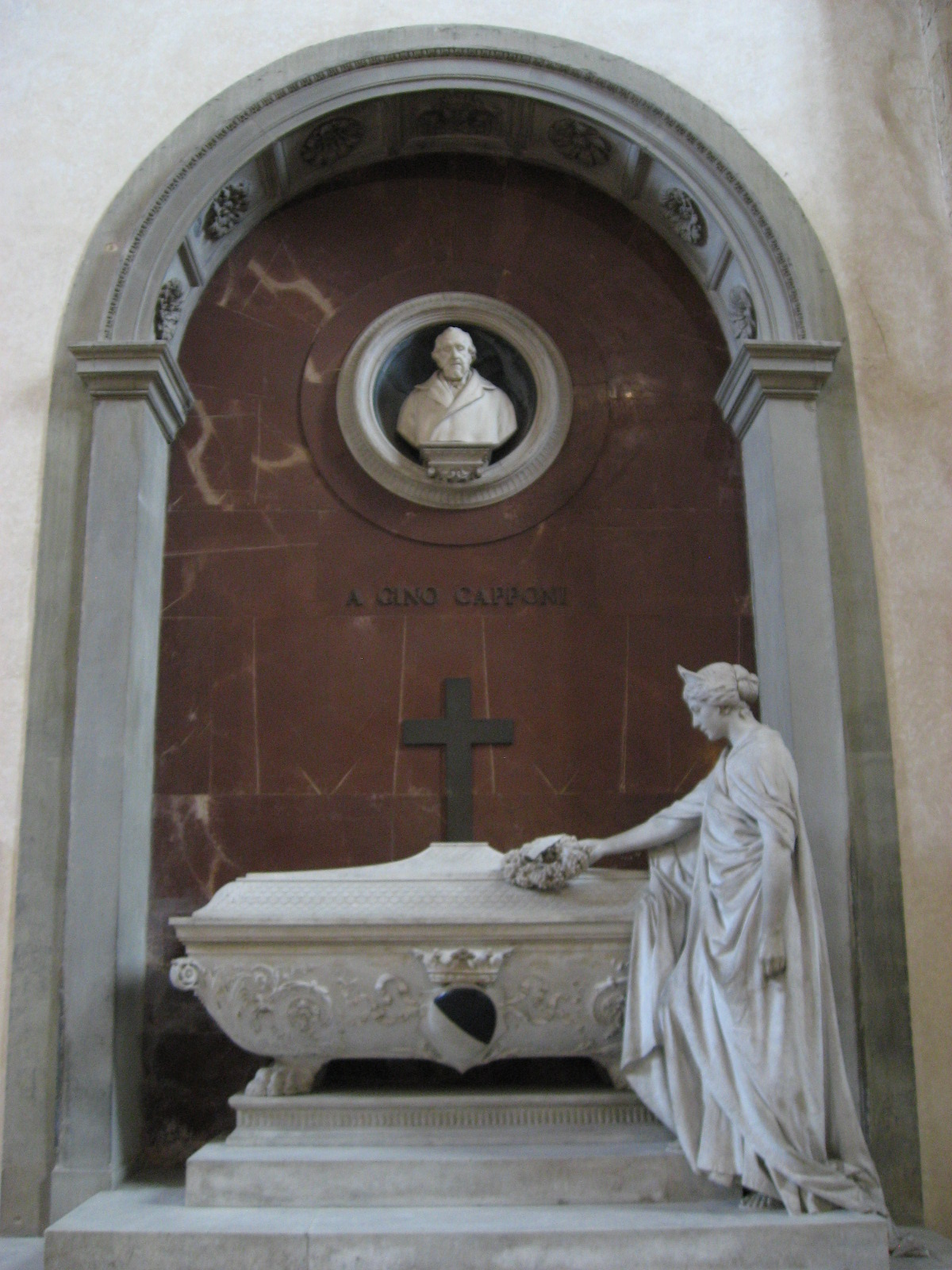
Grabmal Capponis in der Basilica Santa Croce in Florenz

Im Juli 1848 trat er an die Spitze der toskanischen Regierung, zog sich aber, wegen seiner Mäßigung und Friedensliebe von den Radikalen verdächtigt, nach 40 Tagen wieder ins Privatleben zurück. Die Umwälzung von 1859 billigte er, obwohl er keinen hervorragenden Anteil an ihr nahm. Viktor Emanuel ernannte ihn zum Ehrenpräsidenten des Instituts der höheren Studien und zum Mitglied des Senats, in dem er sich an den Arbeiten der Kommissionen beteiligte, während er in den Debatten nur eine mittelmäßige Rednergabe entfaltete. Durch häusliches Unglück bedrückt, aber hochgefeiert starb er am 3. Februar 1876.
Auf wissenschaftlichem Gebiet veröffentlichte er eine Reihe historischer Arbeiten im Archivio Storico Italiano und gab Pietro Collettas Storia del reame di Napoli, die Documenti di storia italiana (Florenz 1836–37) u. a. heraus. 1842 wurde er in die American Academy of Arts and Sciences gewählt. Seit 1867 war er auswärtiges Mitglied der Bayerischen Akademie der Wissenschaften.
Auch beteiligte er sich an den lexikalischen Arbeiten der Accademia della Crusca und an der Verbesserung des Textes von Dantes Göttlicher Komödie. Er wurde daher 1862 an die Spitze der historischen Kommission für Toscana, Umbrien und die Marken gestellt.
Capponis Hauptwerk ist die Storia della repubblica di Firenze (Florenz 1875, 2 Bde.; deutsch von Hans Dütschke, Leipzig 1877), welche zwar in ihrem älteren Teil nicht streng kritisch ist, aber viele andre Vorzüge eines monumentalen Geschichtswerks besitzt. Seine Scritti editi ed inediti gab Tabarrini (Florenz 1877, 2 Bde.), seine Lettere Carraresi (das. 1882–1884, 3 Bde.) heraus.

## Werke (Auswahl)
- Gino Capponi; Gian Pietro Vieusseux: Carteggio. Firenze: Fondazione Spadolini Nuova Antologia [u. a.], 1994–1996. Band 1: 1821–1833, ISBN 88-00-84048-5; Band 2: 1834–1850, ISBN 88-00-84023-X; Band 3: 1851–1863, ISBN 88-00-84019-1.